# France 2
France 2 este un canal al televiziunii publice franceze care face parte din grupul France Télévisions, alături de France 3, France 4 și France 5. A fost lansat la 18 aprilie 1964.

## Emisiuni și talk-show-uri
- Amanda
- Ça commence aujourd’hui
- Ça se discute
- Campus
- Journal
- Top of the Pops
- Présidentiel Debates
- Faites entrer l’accusé
- Télématin
- Consomag
- Un œil sur la planète
- Taratata
- Drag Race France
- La Chance aux chansons
- Fort Boyard
- N’oubliez pas les paroles!
- Double je
- Thé ou Café
- On est en direct
- Mots croisés
- Eurovision Song Contest
- Junior Eurovision Song Contest